# ينس كريستيان بيرغ
ينس كريستيان بيرغ (بالنرويجية البوكمول: Jens Christian Berg)‏ هو محامي ومؤرخ وقاضي ومحرر ومحامي وسياسي نرويجي، ولد في 23 سبتمبر 1775 بكوبنهاغن في الدنمارك، وتوفي في 4 يونيو 1852 في النرويج. انتخب عضو برلمان النرويج ‏.